# سقوط كامبالا
كان سقوط كامبالا، المعروف أيضا باسم تحرير كامبالا، بمثابة معركة أثناء الحرب الأوغندية التنزانية في عام 1979، حيث شنت القوات المشتركة في تنزانيا وجبهة التحرير الوطني الأوغندية هجوما واستولت على العاصمة الأوغندية كامبالا. ونتيجة لهذا فقد أطيح بالرئيس الأوغندي عيدي أمين، وتبعثرت قواته، ونصبت حكومة تابعة لجبهة التحرير الوطني.
وكان أمين قد استولى على السلطة في أوغندا في عام 1971 وأقام دكتاتورية وحشية. وبعد سبع سنوات حاول غزو تنزانيا جنوبا. وصدت تنزانيا الهجوم وشنت هجوما مضادا على الأراضي الأوغندية. وبعد دحر الأوغنديين وحلفائهم الليبيين في عنتيبي، قام التنزانيون بمراجعة مخططاتهم الهجومية الحالية لكمبالا. وقد دعت الخطط إلى تقدم اللواء 208 من الجنوب، بقيادة الكتيبة 19 المؤلفة من 800 جندي والتي كانت تهدف إلى تأمين مركز المدينة. كان من المقرر أن يهاجم اللواء 207 وكتيبة من قوات جبهة التحرير الوطني من الغرب، في حين كان على اللواء 201 وضع حواجز طرق في الشمال لمنع الوحدات الأوغندية من الانسحاب. وترك ممر شرقي مفتوحا للسماح لليبيين بالخروج إلى جينجا والطيران خارج البلاد. هيأ أمين للدفاع عن كمبالا لكنه هرب من خلال الفجوة.
وبدأ التنزانيون هجومهم على المدينة صباح 10 أبريل. تحركت الكتيبة التاسعة عشرة بحذر على طريق عنتيبي – كامبالا. وقد تقدمت كتائب أخرى من اللواء 208 على بور بيل. وقد أقام اللواء 201 حواجز طرق شمال كامبالا واعترض كلا القوتين اللتين تحاولان تعزيز كامبالا من بومبو وأولئك الذين يحاولون تنفيذ عملية إختراق. وقد تقدم اللواء 207 من الغرب جنبا إلى جنب مع كتيبة جبهة التحرير الوطني، التي قامت بتأمين ناتيتي ومرت عبر روباغا. وقد إستولت إحدى كتائب اللواء 207 على تل كاسوبي والقبر الملكي للكاباكا. وقد واجهت الكتيبة التاسعة عشرة مقاومة متفرقة فقط واستقبلت من قبل حشود من المدنيين المبتهجين. وعند الوصول إلى مركز مدينة كامبالا، واجهت الوحدة، التي تفتقر إلى الخرائط، صعوبات في التجول في الشوارع. وقد قام التنزانيون بتأمين محطة الإذاعة وأقاموا مركزا للقيادة في تل كولولو. واحتلت كتيبة جبهة التحرير الوطني مقر الجمهورية - المقر الرئيسي للجيش الأوغندي في طرف المدينة - دون معارضة، ولكنها تعذر عليها الاستيلاء على مكتب الدولة للبحوث في ناكاسيرو. وقد استولى رجال من الألوية 207 و208 على الأجزاء الجنوبية والغربية من المدينة. ولم تبد الوحدات الليبية القليلة في المنطقة مقاومة تذكر، حيث تراجع أغلبها إلى جينجا.
وبحلول فجر يوم 11 أبريل قطعت القوات التنزانية جميع الطرق خارج كامبالا بما في ذلك الطريق إلى جينجا وبدأت في القضاء على جيوب المقاومة المتبقية. فقد شنت بعض قوات جبهة التحرير الوطني عمليات قتل انتقامية ضد من يشتبه في أنهم من المتعاونين مع نظام أمين، في حين هاجم آخرون جماعة كاكوا و‌النوبيين، وكلاهما من الجماعات العرقية التي استفادت من الديكتاتورية. وفي وقت لاحق من الصباح قصفت المدفعية التنزانية أجزاء من المدينة. وقد حاول الجنود الأوغنديون المتبقون في المدينة بشدة الفرار بالتغيير إلى ملابس مدنية ومصادرة سيارات مدنية. ولم ترد إحصاءات دقيقة عن عدد الضحايا، بالرغم من ان الخسائر التنزانية كانت طفيفة، ويعتقد ان عشرات الجنود والمدنيين الأوغنديين لقوا مصرعهم. تعد هذه المعركة المرة الأولى في تاريخ القارة الحديث التي تستولى فيها دولة أفريقية على عاصمة دولة أفريقية أخرى وتعزل حكومتها. وفي أعقاب ذلك مباشرة انخرط المدنيون في عمليات النهب المتفشية، على الرغم من محاولات قوات تنزانيا وجبهة التحرير الوطني المحافظة على النظام. شكلت جبهة التحرير الوطنى حكومة أوغندية جديدة. وعلى الرغم من أن القوات الموالية للأمين تركت مشتتة ومفككة بسبب الاستيلاء على العاصمة، استمرت العمليات القتالية في البلد حتى 3 يونيو، عندما وصلت القوات التنزانية إلى الحدود السودانية وأزالت آخر مقاومة.

## خلفية
في عام 1971 شن عيدى امين انقلابا عسكريا اطاح برئيس اوغندا ميلتون أوبوتي مما أدى إلى تدهور العلاقات مع تنزانيا المجاورة. وكان الرئيس التنزاني جوليوس نيريري على علاقات وثيقة مع اوبوتي ودعم توجهاته الاشتراكية. نصب أمين نفسه رئيسا لأوغندا وحكم البلاد تحت حكم دكتاتوري قمعي. وقد منع نيريرى الاعتراف الدبلوماسي بالحكومة الجديدة وعرض اللجوء على اوبوتي ومؤيديه. وقد أيد ضمنيا محاولة فاشلة قام بها اوبوتي للإطاحة بامين في عام 1972 وبعد نزاع حدودي قصير وقع هو وأمين إتفاقية سلام. بيد ان العلاقات بين الرئيسين ظلت متوترة، كما هدد أمين مرارا بغزو تنزانيا.
فقد عانى الاقتصاد الأوغندي تحت حكم أمين الفاسد، وظهر عدم الاستقرار في القوات المسلحة. وعقب تمرد فاشل في اواخر أكتوبر عام 1978 عبرت القوات الأوغندية الحدود التنزانية بحثا عن جنود متمردين. وفي 1 نوفمبر، أعلن أمين أنه ضم نتوء كاغيرا في شمال تنزانيا. وقد أوقفت تنزانيا الغزو المفاجئ، وحشدت جماعات المعارضة المناوئة لأمين، وشنت هجوما مضادا. وقال نيريري للدبلوماسيين الأجانب إنه لا ينوي إزاحة أمين، بل «تلقينه درسا». ولم يتم تصديق الادعاء؛ احتقر نيريري أمين، وأدلى بتصريحات لبعض زملائه بشأن اطاحته. كما شعرت الحكومة التنزانية ان حدودها الشمالية لن تكون آمنة ما لم يتم القضاء على التهديد الذي يمثله امين. وبعد التقدم الأولى في الاراضى الأوغندية، تم تعيين الميجور جنرال ديفيد مسوغوري قائدا للفرقة 20 التابعة لقوات الدفاع الشعبي التنزانية، وأُمر بالتحرك إلى داخل البلاد.
استولت قوات الدفاع الشعبي على ماساكا في 24 فبراير 1979. كان نيريري يخطط في الأصل لوقف قواته هناك والسماح للمنفيين الأوغنديين بمهاجمة كامبالا، العاصمة الأوغندية، والإطاحة بأمين. خشي أن تعكس مشاهد القوات التنزانية التي تحتل المدينة صورة سيئة عن البلد في الخارج. كان سقوط ماساكا بمثابة مفاجأة للقادة الأوغنديين الذين شعروا بانزعاج شديد، والذين شعروا بأن الهزيمة جعلت كامبالا عرضة للهجوم. وحشدوا قوات إضافية وبدأوا بالتخطيط للدفاع عن المدينة. وتم إرسال بعض القوات إلى لوكايا حيث حاولوا بكل غرابة وقف تقدم تنزانيا.
إجتمعت جماعات المعارضة الأوغندية في موشى في اواخر مارس. وانتخبوا يوسف لولي رئيسا جبهة التحرير الوطني الأوغندية وأسسوا حكومة. وبعد ذلك بوقت قصير حاول الرئيس الليبي معمر القذافي، حليف أمين، وقف التقدم بتوجيه إنذار نهائي إلى نيريري، مطالبا بسحب قواته في غضون 24 ساعة أو مواجهة معارضة القوات الليبية (التي كانت تعمل بالفعل في أوغندا). ورفض نيريري هذا التهديد في نشرة إذاعية معلنا ان دخول ليبيا في الحرب لم يغير وجهة نظر الحكومة التنزانية بشأن أمين. ولم يكن لدى قوات المتمردين الأوغنديين القوة لهزيمة الوحدات الليبية، ولذا قرر نيريري استخدام قوات الدفاع الشعبية التنزانية للسيطرة على كامبالا. كما يميل القادة التنزانيون إلى الاستيلاء على المدينة بعد ان قصفت الطائرات الأوغندية كاغيرا وعقب إعلان أمين ان سكان ماساكا ومبارارا سيواجهون انتقاما لترحيبهم بالغزو التنزاني. وقد خفف النجاح في تشكيل حكومة جبهة التحرير الوطني مخاوف تنزانيا من آثار الاستيلاء على العاصمة. وفي 25 مارس، فرض أمين حظر تجوال وتعتيماً في كامبالا، التي كانت تضم 400,000 نسمة. وبعد أربعة أيام، أعلنت الأمم المتحدة أنها ستقوم بإجلاء حوالي 140 من أسر موظفيها من كامبالا إلى كينيا. وفي 31 مارس، وضع التنزانيون خططهم للهجوم.

## مقدمة
في اوائل أبريل بدأت القوات التنزانية تركيز جهودها على اضعاف الموقف الأوغندي في كامبالا. ونفذت الطائرات عدة طلعات جوية ضد أهداف عسكرية في المدينة. كان القادة التنزانيون قد افترضوا اصلا ان امين سوف يوزع معظم قواته في العاصمة، ودعت خططهم الاولية إلى شن هجوم مباشر على المدينة. بيد أنهم تمكنوا من رؤية شبه جزيرة عنتيبي من على الأرض المرتفعة في امبيجي، حيث كانت هناك حركة جوية ليبية كثيفة ومجموعة كبيرة من الجنود الأوغنديين والليبيين. وإذا إستولت قوات الدفاع الشعبية التنزانية على كامبالا قبل تأمين مدينة عنتيبي، فإنها ستكون عرضة لهجوم جانبي. ومن شأن أخذ عنتيبي قطع التعزيزات الليبية في اوغندا والسماح بشن هجوم على العاصمة من الجنوب. وقد اتخذ مسوغوري قرار مهاجمة شبه الجزيرة أولا، وأمر اللواء 208 بتأمينها. وقد أدى قصف أولى إلى إصابة أمين بالخوف في منزله الرسمي، بيت عنتيبي الحكومي، وفر عبر طائرة هليكوبتر إلى كامبالا. وفي 7 أبريل، تقدم اللواء إلى البلدة. حاول العديد من الجنود الليبيين المغادرة إلى كامبالا لكنهم اعترضوا وقتلوا. وفي أعقاب الاستيلاء على عنتيبي، فر المئات من الجنود الأوغنديين الذين كانوا يقومون بتحصين كامبالا، وانتقل العديد منهم بممتلكاتهم المتنقلة إلى شمال البلاد. وفي حين حاولت هذه القوات الفرار من العاصمة، انتقلت إحدى الوحدات من بومبو إلى كامبالا للمساعدة في الدفاع عن حكومة أمين. وكان معظمها من أبناء قبائل غرب النيل الذين كانوا لا يزالون موالين بسبب المحسوبية التي تلقوها من الرئيس. وانضمت فلول القوات الليبية إلى القوات الأوغندية المتبقية واتخذت مواقع حول العاصمة. وكانت معنويات الليبيين وقوات الجيش الأوغندي منخفضة للغاية رغم مزاعم أمين بعكس ذلك.

### ببليوغرافيا
- Avirgan، Tony؛ Honey، Martha (1983). War in Uganda: The Legacy of Idi Amin. Dar es Salaam: Tanzania Publishing House. ISBN:978-9976-1-0056-3. مؤرشف من الأصل في 2020-11-04.
- Cooper، Tom (2004). African MiGs: MiGs and Sukhois in Service in Sub Saharan Africa. Wien: SHI Publications. ISBN:978-3-200-00088-9.
- Decker، Alicia C. (2014). In Idi Amin's Shadow: Women, Gender, and Militarism in Uganda. Athens, Ohio: Ohio University Press. ISBN:978-0-8214-4502-0. مؤرشف من الأصل في 2020-11-04. {{استشهاد بكتاب}}: الوسيط |ref=harv غير صالح (مساعدة)
- Fair، Laura (2018). Reel Pleasures: Cinema Audiences and Entrepreneurs in Twentieth-Century Urban Tanzania. Athens, OH: Ohio University Press. ISBN:978-0-8214-4611-9. مؤرشف من الأصل في 2020-11-04.
- "Fall of Idi Amin". Economic and Political Weekly. ج. 14 ع. 21: 907–910. 26 مايو 1979. JSTOR:4367633.
- Iliffe، John (1998). East African Doctors: A History of the Modern Profession. New York: مطبعة جامعة كامبريدج. ISBN:978-0-521-63272-0. مؤرشف من الأصل في 2020-11-04.
- Ingham، Kenneth (1994). Obote: A political biography. New York & London: Routledge. ISBN:978-0-415-05342-6.
- Kasozi، A. (1994). Social Origins of Violence in Uganda, 1964–1985. Montreal: McGill-Queen's Press. ISBN:9780773564879. مؤرشف من الأصل في 2023-05-08. {{استشهاد بكتاب}}: الوسيط |ref=harv غير صالح (مساعدة)
- Khiddu-Makubuya، Edward (1994). "Violence and conflict resolution in Uganda". The Culture of Violence. Tokyo: United Nations University Press. ج. 81. ص. 144–177. ISBN:978-92-808-0866-7.
- Kiwanuka، M.S.M. Semakula (1979). Amin and the Tragedy of Uganda. München: Weltforum Verlag. ISBN:978-3-8039-0177-4. مؤرشف من الأصل في 2020-10-22.
- Legum، Colin، المحرر (1981). Africa Contemporary Record: Annual Survey and Documents: 1979–1980. New York: Africana Publishing Company. ج. XII. ISBN:978-0-8419-0160-5.
- May، Roy؛ Furley، Oliver (2017). African Interventionist States. Milton, Vale of White Horse: Routledge. ISBN:978-1-351-75635-8. مؤرشف من الأصل في 2020-10-22.
- Mmbando، S.I. (1980). The Tanzania–Uganda war in pictures. Dar es Salaam: Longman Tanzania. ISBN:978-0-582-78534-2.
- Mzirai, Baldwin (1980). Kuzama kwa Idi Amin (بالسواحلية). Dar es Salaam: Publicity International. OCLC:9084117.
- Nyeko، Balam (يناير 1997). "Exile Politics and Resistance to Dictatorship: The Ugandan Anti-Amin Organizations in Zambia, 1972-79". African Affairs. ج. 96 ع. 382: 95–108. DOI:10.1093/oxfordjournals.afraf.a007823. {{استشهاد بدورية محكمة}}: الوسيط |ref=harv غير صالح (مساعدة)
- Pollack، Kenneth Michael (2004). Arabs at War: Military Effectiveness, 1948–1991. Lincoln, NE: University of Nebraska Press. ISBN:978-0-8032-0686-1. مؤرشف من الأصل في 2021-03-08.
- Posnett، Richard (أبريل 1980). "Uganda after Amin". The World Today. ج. 36 ع. 4: 147–153. JSTOR:40395418.
- Roberts، George (2017). "The Uganda–Tanzania War, the fall of Idi Amin, and the failure of African diplomacy, 1978–1979". في Anderson، David M.؛ Rolandsen، Øystein H. (المحررون). Politics and Violence in Eastern Africa: The Struggles of Emerging States. London: Routledge. ص. 154–171. ISBN:978-1-317-53952-0.
- Rwehururu، Bernard (2002). Cross to the Gun. Kampala: Monitor. OCLC:50243051.
- Sapolsky، Robert M. (2007). A Primate's Memoir: A Neuroscientist's Unconventional Life Among the Baboons (ط. reprint). New York: سايمون وشوستر. ISBN:978-1-4165-9036-1. مؤرشف من الأصل في 2020-10-22.
- Singh، Madanjeet (2012). Culture of the Sepulchre: Idi Amin's Monster Regime. New Delhi: Penguin Books India. ISBN:978-0-670-08573-6. مؤرشف من الأصل في 2020-10-22.
- "Uganda – UR Tanzania: Amin Overthrown". Africa Research Bulletin: 5220–5228. 1979. OCLC:933316914. مؤرشف من الأصل في 2020-10-22.
- Umozurike، U.D.؛ Umozurike، U.O. (1982). "Tanzania's Intervention in Uganda". Archiv des Völkerrechts. ج. 20 ع. 3: 301–313. JSTOR:40797989.
- Venter، Al (2010). Barrel of a Gun: A War Correspondent's Misspent Moments in Combat. Havertown: Casemate. ISBN:9781612000329. مؤرشف من الأصل في 2020-10-22. {{استشهاد بكتاب}}: الوسيط |ref=harv غير صالح (مساعدة)
- Wavamunno، Gordon Babala Kasibante (2000). Gordon B.K. Wavamunno: The Story of an African Entrepreneur. Kampala: Wavah Books. OCLC:46969423. مؤرشف من الأصل في 2020-10-22.

## وصلات خارجية
- جنود أوغنديون وليبيون قتلوا في شوارع كامبالا، 15 أبريل 1979